# Neoangulosa
Neoangulosa is een geslacht van wantsen uit de familie van de Tingidae (Netwantsen). Het geslacht werd voor het eerst wetenschappelijk beschreven door Duarte Rodrigues in 1983.

## Soorten
Het genus bevat de volgende soorten:

- Neoangulosa drakei Rodrigues, 1983
- Neoangulosa schoutedeni (Drake, 1957)